# Kennzeichen D (Fernsehsendung)
Kennzeichen D war eine 45-minütige politische Fernsehsendung des ZDF, die vom 9. September 1971 bis zum 14. März 2001 ausgestrahlt wurde. Im Gegensatz zum unmittelbaren Vorgängerformat drüben berichtete sie nicht nur über die DDR, sondern griff Themen aus beiden deutschen Teilstaaten sowie gesamtdeutsche Fragen auf. Sie sollte Interesse und Verständnis für das Leben im jeweils anderen Deutschland wecken und ein möglichst realistisches Bild des Alltags auf beiden Seiten der innerdeutschen Grenze vermitteln.

## Idee und Konzeption
Idee und Konzeption der Sendereihe wurden von Hanns Werner Schwarze entwickelt, der die Folgen von der Erstsendung bis 1982 moderierte und die Redaktion leitete. Er war gleichzeitig Leiter des ZDF-Studios Berlin.

„Nachbarn kann nur kritisieren, wer selbstkritisch bei sich anfängt.“

In der Premierensendung ließ Schwarze den Kabarettisten Hanns-Dieter Hüsch ein Chanson singen, in dem dieser jedermann recht gibt, zum Schluss einen Telefonhörer abhebt und ein imaginäres Gespräch mit den Worten abschließt: „Jawohl, Herr Intendant, Sie haben auch recht.“

## Titel der Sendereihe
Beide deutsche Staaten verwendeten zu Sendebeginn das Kraftfahrzeug-Nationalitätszeichen „D“ für Deutschland, auch „D-Schild“ genannt, oder „Kennzeichen D“. Die Deutsche Demokratische Republik führte am 1. Januar 1974 jedoch als Nationalitätskennzeichen „DDR“ ein.

## Titelmusik
Beim Start dieser Sendereihe wurde Ruckzuck von der deutschen Elektronikband Kraftwerk aus deren gleichnamigem Album als Titelmusik gewählt. Insbesondere der stakkatoartige elektronische Klang der Musik und der mechanisierte Druckherstellungsprozess von Nationalitätskennzeichenaufklebern ergaben einen für die damalige Zeit eindrucksvollen Vor-/Abspann. Im weiteren Verlauf der Sendereihe wurde im Prozess von Relauncharbeiten Waiting der Band Santana als Titelmusik ausgewählt.

## Politisches Umfeld
Die Sendereihe startete parallel zur von Bundeskanzler Willy Brandt propagierten Entspannungspolitik bzw. neuen Ostpolitik und unterstützte diese, während als medialer Gegenpart das oft polarisierende ZDF-Magazin mit Gerhard Löwenthal diese im eigenen Haus konterkarierte. Kennzeichen D wurde mittwochs im wöchentlichen Wechsel mit dem ZDF-Magazin gesendet.
1987 wurde dem ZDF anlässlich des Besuchs Erich Honeckers in der BRD gestattet, eine Ausgabe von „Kennzeichen D“  als Livesendung aus dem Ost-Berliner Palast der Republik zu übertragen, bei der Dirk Sager ein Interview mit Egon Bahr führte. Eine derartige Offenheit der Presseverantwortlichen der DDR gegenüber Politikjournalisten aus der BRD galt damals als Sensation.

## Moderatoren und Ende
Nach Gründer Hanns Werner Schwarze (1971–1982) war Joachim Jauer Leiter und Moderator der Sendung (1982–1984). Nach ihm übernahm Dirk Sager (1984–1990), der wiederum von Joachim Jauer abgelöst wurde (1990–1995). Auf diesen folgte Olaf Buhl (1995–2001). Zu den weiteren Moderatoren zählten Klaus-Henning Arfert, Dietmar Barsig, Ernst Elitz, Thomas Euting, Thomas Fuhrmann, Hans-Dieter Jaene, Harald Jung, Johann Michael Möller, Lea Rosh, Giselher Suhr, Gustav Trampe und Ralf Zimmermann von Siefart. Joachim Holtz arbeitete als Korrespondent für die Sendung von ca. 1980 bis 1984 in der DDR.
Das Archiv der Sendung wurde 1999 bei einem Brand im ZDF-Filmarchiv in Tempelhof zerstört.
Trotz erheblichen Protests seitens der Redaktion und von Prominenten wie zum Beispiel Bundestagspräsident Wolfgang Thierse wurde Kennzeichen D letztmals am 14. März 2001 ausgestrahlt.

## Auszeichnungen für die Redaktion
- 1977 Deutscher Kritikerpreis
- 1978 Gustav-Heinemann-Bürgerpreis für Verdienste um Freiheit und Gerechtigkeit
- 1983 Jakob-Kaiser-Preis für ausgezeichnete Fernsehsendungen und -reportagen
- 1992 Carl-von-Ossietzky-Medaille für den Einsatz um die Verwirklichung der Menschenrechte
- 1999 Goldene Kamera für Glaubwürdigkeit im Fernsehen